# Iška Loka
Iška Loka – wieś w Słowenii, w gminie Ig. W 2018 roku liczyła 291 mieszkańców.